# ذخیره‌گاه‌های زیست‌کره در ایران

ذخیره‌گاه‌های زیست‌کره در ایران شامل ۱۳ منطقه از پارک‌های ملی، آثار طبیعی، پناهگاه‌های حیات وحش و مناطق حفاظت‌شده است. ایران زمینی به مساحت ۱٫۶۴ میلیون کیلومتر مربع را تشکیل می‌دهد که زیستگاه بیش از ۸۰۰۰ گونهٔ گیاهی ثبت‌شده (تقریباً ۲۵۰۰ گونهٔ بومی)، ۵۰۲ گونه پرنده، ۱۶۴ پستاندار، ۲۰۹ خزنده، ۳۷۵ گونه پروانه را پشتیبانی می‌کند.
ذخایر زیست‌کره «مکان‌های یادگیری برای توسعه پایدار» هستند که راه‌حل‌های سازگار با حفاظت از تنوع زیستی و استفادهٔ پایدار آن را ترویج می‌دهد. در حال حاضر ۷۱۴ ذخیره‌گاه زیست‌کره در ۱۲۹ کشور جهان از جمله ۲۱ مکان فرامرزی وجود دارد که به شبکهٔ جهانی ذخایر زیست‌کره تعلق دارند و زندگی ۲۵۰ میلیون نفر تحت تأثیر این مناطق قرار دارد. ذخایر زیست‌کره شامل اکوسیستم‌های زمینی، دریایی و ساحلی است. هر سایت راه‌حل‌های سازگار با حفاظت از تنوع زیستی و استفاده پایدار آن را ارائه می‌دهد. وجه تمایز ذخیره‌گاه‌های زیست‌کره از دیگر طبقات حفاظت‌شده، روش برنامه‌ریزی و مدیریت مناسب آنهاست که بر پایهٔ استفاده‌های چندمنظوره و سپردن نقش اساسی و سازنده به جوامع محلی استوار است. در این برنامه‌ریزی‌ها، توجه به ارتباط متقابل انسان و منابع طبیعی و استفادهٔ پایدار، زمینهٔ حفاظت و حمایت از منابع ژنتیکی گیاهی و جانوری، پژوهش، نظارت و کنترل پیوستهٔ زیست‌محیطی را فراهم می‌آورد. توسعهٔ مدنظر یونسکو مردم‌محور است؛ به این معنا که نه فقط باید از آب و خاک محافظت کرد، بلکه باید محور حفاظت را فرهنگ و آداب و رسوم مردم جوامع محلی دانست و از آن صیانت کرد تا ضمن جلوگیری از تخریب تنوع زیستی، از تنوع فرهنگی و میراث جامعهٔ بشری نیز صیانت شود.
پس از ۳۴ سال از ۱۹۷۶ م، در سال ۲۰۱۰ م، ذخیره‌گاه زیست‌کرهٔ دنا در شانزدهم تیرماه سال ۱۳۹۰ ه‍.ش به‌عنوان دهمین ذخیره‌گاه زیست‌کرهٔ ایران ثبت شد و بر اساس اعلام سازمان حفاظت محیط زیست ایران افزون بر ۱۵۲۰ گونهٔ گیاهی و جانوری در این منطقه شناسایی شده‌است. تیر ماه ۱۳۹۹ ه‍.ش این منطقه دچار آتش‌سوزی گسترده شد و بخشی از آن آسیب دید.
ذخیره‌گاه زیست‌کرهٔ تنگ صیاد–سبزکوه به‌عنوان یازدهمین ذخیره‌گاه زیست‌کرهٔ کشور ۱۹ خرداد ماه ۱۳۹۳ ه‍.ش ثبت جهانی شد. این ذخیره‌گاه شش شهرستان، ۹ شهر و ۲۰ روستای استان را تحت پوشش قرار داده‌است و نخستین ذخیره‌گاهی است که برنامهٔ جامع مدیریتی دارد. ۶۰۰ گونهٔ گیاهی نیز در این منطقه شناسایی شده که ۱۱۰ نمونهٔ آن انحصاری است. این منطقه با مساحت ۵۶۳۰۸ هکتار در محدودهٔ شهرستان‌های شهرکرد، بروجن، لردگان و کیار واقع شده‌است.
تالاب بین‌المللی هامون، ۲۹ اسفند ۱۳۹۴ ه‍.ش در چهارمین کنگرهٔ جهانی ذخیره‌گاه‌های زیست‌کره به میزبانی لیما (کشور پرو)، به‌عنوان ذخیره‌گاه زیست‌کره به ثبت رسید. دریاچه و تالاب بین‌المللی هامون از سه دریاچهٔ کوچک به نام‌های هامون پوزک (میانی)، هامون صابوری (شمالی) و هامون هیرمند تشکیل شده‌است که در زمان وفور آب به‌هم متصل می‌شوند و دریاچه هامون را تشکیل می‌دهند. منطقه حفاظت‌شده هامون به‌دلیل قرار گرفتن در مرکز مناطق کویری و نیمه‌کویری کشورهای ایران و افغانستان، تنها مأمن زیست پرندگان مهاجر شرق کشور است.
ذخیره‌گاه زیست‌کرهٔ کپه‌داغ در استان خراسان شمالی به‌عنوان سیزدهمین ذخیره‌گاه زیست‌کرهٔ کشور به ثبت رسید. این منطقه با دارا بودن جذابیت های طبیعی ، تنوع زیستی غنی، تنوع فرهنگی و وجود جوامع محلی و عشایری دارای معیارهای لازم جهت ثبت به‌عنوان ذخیره‌گاه زیست‌کره تشخیص داده شد.
ایران با تنوع زیستی خود بخش‌های مختلفی را برای محافظت از منابع طبیعی، تنوع زیستی و مناظر خود ارائه داده‌است. پارک‌های ملی، آثار طبیعی، پناهگاه‌های حیات وحش، مناطق حفاظت‌شده و مناطق ممنوع شکار بخشی از این دسته هستند. تا سال ۲۰۲۰ م تعداد ۱۳ منطقه در ذخیره‌گاه زیست‌کره یونسکو در ایران به ثبت رسیده‌است.

## فهرست
| #  | نگاره                                                 | نام                                | موقعیت | سال ثبت | شرحمساحت (هکتار) | منابع         |
| ۱  | ذخیره‌گاه زیست‌کره دریاچه پریشان                        | ذخیره‌گاه زیست‌کره ارژن و پریشان     | فارسدر بخش جنوبی رشته کوه‌های زاگرس و در ۶۰ کیلومتری غرب شیراز قرار دارد. در غرب آن شهر کازرون به فاصلهٔ ۱۲ کیلومتری واقع شده‌است.نقشه                                                                                               | ۱۹۷۶    | این ذخیره‌گاه دارای دو آب و هوا و ارتفاعات کاملاً متفاوت از ۸۰۰ تا ۲۴۰۰ متر است که منجر به تنوع غنی از گیاهان و جانوران می‌شود. وجود دو تالاب ارژن و پریشان در منطقه، طیف گسترده‌ای از گونه‌های جانوری و گیاهان آبزی را به جامعهٔ زیست‌شناختی ذخیره‌گاه ارائه می‌دهد. مطالعات انجام شده ۲۲۵۳ گونهٔ فلور و ۳۹۸ گونهٔ جانوری (شامل ۶۰ گونه پستاندار، ۴۳ گونه ماهی، ۴۱ گونه خزنده و ۴ گونه دوزیستان) را در منطقه شناسایی کرد. این منطقه ۲۹ روستا را دربرمی‌گیرد که ۱۷ روستا در اطراف تالاب پریشان متمرکز شده‌اند. مشکلات اصلی موجود در ذخیره‌گاه زیست‌کره در نتیجه تغییر کاربری اراضی برای مصارف کشاورزی، تخلیه آب‌های زیرزمینی، چرای بی‌رویه و شکار و صید غیرقانونی است.۵۶۷۲۹ | [ ۱۳ ] [ ۱۴ ] |
| ۲  | ذخیره‌گاه زیست‌کره ارسباران                             | ذخیره‌گاه زیست‌کره ارسباران          | آذربایجان شرقی مابین سه رود ارس در شمال، ایلگنه‌چای در غرب و کلیبرچای در شرق واقع شده و از جنوب به ارتفاعات سایگرام متصل است.نقشه                                                                                                  | ۱۹۷۶    | ارسباران ذخیره‌گاه کوه‌ها، چمنزارهای مرتفع کوهستانی، استپ‌های نیمه‌خشک، مراتع و جنگل‌ها، رودخانه‌ها و چشمه‌ها را دربرمی‌گیرد. ارسباران قلمرو یکی از قدیمی‌ترین قومیت‌های کشور یعنی قوم قره‌داغ است. فعالیت‌های اقتصادی در ذخیره‌گاه زیست‌کره عمدتاً شامل کشاورزی، دامداری، باغداری، زنبورداری، صنایع دستی و گردشگری است؛ در حالی که فعالیت‌های تجاری را می‌توان در مناطق شهری یافت.۱۲۵۲۵۵ | [ ۱۵ ] [ ۱۶ ] |
| ۳  | ذخیره‌گاه زیست‌کره گنو                                  | ذخیره‌گاه زیست‌کره گنو               | هرمزگاندر ۳۰ کیلومتری شمال غربی بندرعباس که توسط کوه گنو احاطه شده‌است.نقشه | ۱۹۷۶    | در جنوب کوه‌های زاگرس، نزدیک خلیج فارس واقع شده‌است. ارتفاع رشته کوه‌ها از سطح دریا به ۳۰۰۰ متر می‌رسد و خلیج فارس گرم و مرطوب را از بیابان‌های خشک مرکز ایران جدا می‌کنند. پوشش گیاهی و شرایط اقلیمی با افزایش ارتفاع متفاوت است. چشمهٔ آب گرم منطقه محل زیست ماهی آفانیوس گینوئیس است. گنو دارای تنوع بالای گونه‌های پرنده است که از گونه‌های شاخص آن می‌توان یه هما و تیهو اشاره نمود. مهم‌ترین فعالیت‌های انسانی در این ذخیره‌گاه شامل دامداری، کشاورزی، فعالیت‌های طبیعت‌گردی و آموزش زیست‌محیطی است.۴۳۰۰۰ | [ ۱۷ ] [ ۱۸ ] |
| ۴  | ذخیره‌گاه زیست‌کره گلستان · ذخیره‌گاه زیست‌کره گلستان     | ذخیره‌گاه زیست‌کرهٔ گلستان            | گلستان و خراسان شمالیاین منطقه در ۵۵ کیلومتری شرق گنبد کاووس و ۱۱۵ کیلومتری غرب بجنورد در مسیر بزرگراه تهران-مشهد قرار گرفته‌است.نقشه                                                                                              | ۱۹۷۶    | پارک ملی گلستان شامل جنگل‌های معتدل بارانی، زمستان سرد و نیمه‌بیابانی و سیستم‌های کوهستانی و مرتفع مختلط است. طیف گسترده‌ای از زیستگاه‌ها و تنوع زیستی غنی را می‌توان در این ذخیره‌گاه یافت و در بین مناطق مرطوب و نیمه‌خشک خزر واقع شده‌است. ذخیره‌گاه زیست‌کرهٔ گلستان به‌تنهایی در حدود یک پنجم فلور ایران (۳۵۰ گونه)، یک سوم فون پرندگان (۱۵۰ گونه)، ۲۴ گونه از خزندگان و دوزیستان و حدود چهل درصد از پستانداران (۶۹ گونه) را در خود جای داده‌است. از گونه‌های شاخص پستانداران به قوچ اوریال، پلنگ ایرانی، خرس قهوه‌ای، مرال، شوکا، کل و بز، آهو و از گونه‌های شاخص خزندگان به افعی گرزه مار، کفچه مار، افعی قفقازی و بزمجه و از گونه‌های شاخص پرندگان به هما، دال سیاه، بالابان، شاهین، قرقاول، کبک و انواع گنجشک‌سانان می‌توان اشاره نمود. این ذخیره‌گاه زیست‌کره شرق رشته‌کوه البرز و شرق جنگل‌های شمال کشور واقع شده‌است.۹۱۸۹۷ | [ ۱۹ ] [ ۲۰ ] |
| ۵  | ذخیره‌گاه زیست‌کره حرا                                  | ذخیره‌گاه زیست‌کره حرا               | هرمزگان در تنگه خور خوران خلیج فارس بین جزیره قشم (لافت) و دلتای مهراننقشه | ۱۹۷۶    | ذخیره‌گاه زیست‌کره حرا یک منطقهٔ دریایی است. از ویژگی‌های عمدهٔ توپوگرافی منطقه می‌توان به تالابی با مجموعه‌ای از جزایر کوچک (تپه‌های گلی)، جنگل‌های حرا، باتلاق‌های جزر و مدی و غارهای کم‌عمق اشاره کرد. این ذخیره‌گاه همچنین میزبان بزرگ‌ترین اکوسیستم حرا در امتداد ساحل خلیج فارس است. جنگل‌های حرا زیستگاه مار جعفری سندی و لاک‌پشت پوزه‌عقابی است که به‌شدت در معرض خطر انقراض قرار دارد. این ذخیره‌گاه همچنین زیستگاهی برای پلیکان پاخاکستری در طول ماه‌های زمستان فراهم می‌کند و به‌عنوان یک مکان تغذیه منظم برای لاک‌پشت سبز دریایی است.۸۶۵۸۱ | [ ۲۱ ] [ ۲۲ ] |
| ۶  | ذخیره‌گاه زیست‌کره کویر · ذخیره‌گاه زیست‌کره کویر         | ذخیره‌گاه زیست‌کرهٔ کویر              | سمنان، تهران، قم و اصفهاناز شمال به اراضی کشاورزی جنوب ورامین و گرمسار و کوه گوگرد، از غرب به چالاب‌های کویری دشت کویر و از جنوب به چالابهای کویری و دشت‌های سیلابی و از شرق به دریاچه نمک و دشت‌های سیلابی شمال آن محدود می‌شود.نقشه | ۱۹۷۶    | دشت کویر عمدتاً از دشت‌های سیلابی و رشته کوه‌های کم‌ارتفاع تشکیل شده‌است. این ذخیره‌گاه با زمین‌های نمکی و ماسه‌ای با پوشش گیاهی بیابانی خشک و نیمه‌خشک مشخص می‌شود و در آن جوامع استپی زندگی می‌کنند. منطقهٔ مرکزی شامل قدیمی‌ترین سنگ‌های پرکامبرین است که در حوالی آتشفشان‌های فعال و نیمه‌فعال یافت می‌شود. مرتفع‌ترین قله در پارک ملی، سیاه‌کوه به ارتفاع ۱۸۶۵ متر است که در بخش میانی پارک ملی و در شرق دریاچه نمک واقع است و نیز پست‌ترین محل در ساحل دشت کویر و در محل تخلیهٔ رودخانهٔ ورگی به ارتفاع ۷۴۰ متر است. دشت‌های منطقه زیستگاه گونه‌های پستانداران باارزش نظیر یوزپلنگ آسیایی، جبیر، روباه شنی و گربه شنی است و تنها زیستگاه آبی منطقه، تالاب بندعلیخان است که پذیرای پرندگان مهاجر در بازهٔ زمانی مهاجرت است. ۲۵۰ گونهٔ گیاهی در ذخیره‌گاه شناسایی شده‌است که ۳۵ گونه از آنها بومی هستند. بر اساس مطالعات اخیر، ۳۱ گونه پستاندار، ۱۳۱ گونه پرنده، ۲۰ گونه خزنده و فقط یک گونه از دوزیستان وجود دارد. این ذخیره‌گاه به‌عنوان یک زیستگاه مهم برای گورخر ایرانی مورد استفاده قرار می‌گرفت، اما این گونه از اواخر دهه ۱۹۷۰ م به بعد، به‌دلیل شکار به‌تدریج منقرض شد.۶۹۱۱۶۹ | [ ۲۳ ] [ ۲۴ ] |
| ۷  | ذخیره‌گاه زیست‌کره ارومیه · ذخیره‌گاه زیست‌کره ارومیه     | ذخیره‌گاه زیست‌کره ارومیه            | آذربایجان غربی و شرقی حوزه آبریز دریاچه ارومیه در ناحیه کوهستانی شمال غربی ایراننقشه | ۱۹۷۶    | این جزایر میزبان جنگل‌های پسته و جوامع استپی آرتمیسیا هستند در حالی که ستون‌های نمکی را می‌توان در اطراف ساحل دریاچه یافت. از دیگر زیست‌گاه‌های یافت‌شده در این ذخیره‌گاه می‌توان به تالاب‌ها، مصب رودخانه‌ها و خاک‌های شنی و سواحل اشاره کرد. این ذخیره‌گاه یکی از مهم‌ترین و باارزش‌ترین اکوسیستم‌های آبی کشور است که توسط چندین تالاب آب شیرین احاطه شده‌است که منطقه‌ای با اهمیت اکولوژیکی بالا را به‌وجود می‌آورد و به‌دلیل ارزش‌های منحصر به فرد طبیعی و اکولوژیکی در فهرست کنوانسیون رامسر قرار گرفته‌است. حدود ۱۷۷ گونهٔ فلور در اطراف ذخیره‌گاه شناسایی شده‌است و تقریباً ۱۷۴ گونهٔ فلور در جزایر یافت می‌شود. از خانوادهٔ اصلی گیاهان اطراف دریاچه، خانوادهٔ کاسنیان شامل ۳۳ گونه و خانوادهٔ گندمیان شامل ۲۱ گونه است. این دریاچه و تالاب‌های اطراف آن زیستگاه اصلی جمعیت زیادی از جلبک‌ها را تشکیل می‌دهند که نقش مهمی در زنجیرهٔ غذایی دریاچه دارند. دریاچهٔ ارومیه در ماه‌های زمستان محل زندگی بسیاری از پرندگان مهاجر است. جزایر موجود در دریاچه، زیست‌گاه فلامینگو و پلیکان سفید بزرگ است در حالی که ۱۱ گونه پرندهٔ آبزی در منطقه در معرض خطر انقراض قرار دارند. نیز جزایر جنوبی زیستگاه دو پستاندار در معرض خطر گوزن زرد ایرانی و گوسفند وحشی ارمنی را فراهم می‌کنند.۵۷۰۰۰۰                                                                                   | [ ۲۵ ] [ ۲۶ ] |
| ۸  | ذخیره‌گاه زیست‌کره میانکاله · ذخیره‌گاه زیست‌کره میانکاله | ذخیره‌گاه زیست‌کره میانکاله          | شرق مازندرانبخش خشکی به‌صورت نوار باریکی در جنوب شهرستان‌های بهشهر و گلوگاه، از شمال به سواحل جنوب شرقی دریای کاسپین و از جنوب به آب‌های خلیج و تالاب میانکاله محدوده می‌شود.نقشه                                                     | ۱۹۷۶    | این ذخیره‌گاه شامل دو محیط آبی با وسعت ۴۵۰۰۰ هکتار شامل خلیج و تالاب میانکاله و خشکی با وسعت ۲۳۸۰۰ هکتار شامل شبه‌جزیره میانکاله، ساحلی و جزایر کوچک است که ۸/۲ درصد مساحت کل استان مازندران را به خود اختصاص داده است و زیستگاه زمستان‌گذرانی و جوجه‌آوری انواع گوناگونی از پرندگان آبزی و کنارآبزی است که نزدیک به ۱۰۰ گونه هستند. علاوه بر این عرصهٔ خشکی میانکاله زیستگاه مهمی برای گونه‌های بومی قرقاول خزری و دراج محسوب می‌شود و در مجموع نزدیک به ۲۵۰ گونه پرنده خشکی‌زی و آبزی به‌صورت بومی و مهاجر در پناهگاه زیست می‌کنند که نزدیک به ۵۰ درصد پرندگان کشور را شامل می‌شود. ۱۸۰ گونه گیاهی در ذخیره‌گاه شناسایی شده‌است. زیست‌گاه طیف وسیعی از پرندگان آبزی مهاجر، جوجه‌آور و حمایت‌شده از جمله فلامینگو، پلیکان سفید، پلیکان خاکستری، قوی کوچک، قوی گنگ، قوی فریادکش، اردک سرسفید، غاز پیشانی‌سفید کوچک، مرگوس بزرگ، سنقر تالابی، عقاب دریایی دم‌سفید و پرندگان خشکی‌زی همانند قرقاول خزری، زنبورخوار، سنقر خاکستری، دلیجه و سنگ چشم محسوب می‌شود.۶۸۸۰۰ | [ ۲۷ ] [ ۲۸ ] |
| ۹  | ذخیره‌گاه زیست‌کره توران                                | ذخیره‌گاه زیست‌کره توران             | سمنان و خراسان رضوی در جنوب شهرستان شاهرود و ۲۸ کیلومتری جنوب شرقی شهر بیارجمند در حد فاصل سه رشته‌کوه به نام‌های شترکوه در غرب و قلعه بالا در شمال و کوه پیغمبر در جنوب شرقی قرار گرفته‌است.نقشه                                    | ۱۹۷۶    | منطقه خشک و بیابانی به‌طور ویژه‌ای برای زیست جانوران و گیاهان مناسب است و تنوع گونه‌ای قابل ملاحظه‌ای در منطقه یافت می‌شود. بیشتر نواحی ذخیره‌گاه حالت استپی با بستر علفی دارد. زیست‌گاه مهمی برای ۴۱ گونه پستاندار، ۱۶۷ گونه پرنده، ۴۲ گونه خزنده و ۲ گونه دوزیست و یک گونه ماهی، و در عین حال رویشگاهی مهم برای ۶۵۴ گونه گیاهی است. ذخیره‌گاه محل زیست گونه‌های نادر و در معرض خطر انقراض از جمله یوزپلنگ آسیایی و گورخر ایرانی و همچنین حیات پرنده اندمیک ایران به‌نام زاغ بور است. منطقهٔ حفاظت‌شدهٔ توران یا خارتوران شامل سه محدودهٔ حفاظت‌شده است که افزون‌بر منطقهٔ حفاظت‌شده قسمت اعظم مساحت، پناهگاه حیات وحش در قسمتی از شرق و پارک ملی در میانه را نیز دربردارد. پارک ملی ۸٪، پناهگاه حیات وحش ۱۷٪ و منطقهٔ حفاظت‌شده ۷۵٪ از کل مساحت منطقه را تشکیل می‌دهد.۱۴۴۱۵۲۳ | [ ۲۹ ] [ ۳۰ ] |
| ۱۰ | ذخیره‌گاه زیست‌کره دنا · ذخیره‌گاه زیست‌کره دنا           | ذخیره‌گاه زیست‌کره دنا               | استان‌های کهگیلویه و بویراحمد، اصفهان و چهارمحال بختیاری در غرب کشور و در رشته کوه زاگرس و شامل مناطق حفاظت‌شده دنا و دنای شرقی و منطقه شکار ممنوع پادنای سمیرمنقشه                                                                 | ۲۰۱۰    | دنا زیستگاه طیف وسیعی از گونه‌های گیاهی و چندین گونه پستانداران در معرض خطر انقراض و بومی است. از ارتفاع ۲۹۰۰ متر به بالا جنگل بلوط تمام شده و درختچه‌های ارژن، انواع گون و درختان سرو کوهی به چشم می‌خورد. این ذخیره‌گاه با شیب عمومی بیش از ۶۰٪ در کوه‌های زاگرس مرکزی ایران واقع شده‌است و با دارا بودن ۵۰ قله با ارتفاع بیش از ۴۰۰۰ متر در زمرهٔ نواحی ارزشمند کوهستانی کشور و منطقه است. برخی از قله‌های آن در طول سال پوشیده از برف هستند و کاهش دما تا منفی ۲۵ درجه سانتی‌گراد معمول است. این منطقه شامل اکوسیستم، گونه‌ها و تنوع زیستی ژنتیکی قابل توجه جهانی است. از طرف دیگر رودخانه‌های بزرگ بسیاری از جمله کارون، دز و کرخه از این منطقه سرچشمه می‌گیرند و به خلیج فارس و دریای عمان می‌ریزند. آبشارهای زیبا و دریاچه‌ها، چشم‌انداز کوهستانی را می‌افزایند. به‌طور خاص ذخیره‌گاه زیست‌کره دنا از ۱۰ هزار سال پیش به‌عنوان یکی از قدیمی‌ترین زیستگاه‌های فرهنگی برای اهلی‌سازی گیاهان و دام‌ها به کار رفته‌است. وجود گونه‌هایی نظیر بز و پازن، سنجاب ایرانی، خرس قهوه‌ای، گرگ و پلنگ، انواع کبک، انواع پرندگان شکاری نظیر عقاب طلایی، شاهین، کمر کولی کوچک و بزرگ، این منطقه را به لحاظ تنوع جانوری به منطقه‌ای منحصر به فرد بدل نموده‌است. حدود ۸۶۰ گونه گیاهی در این ذخیره‌گاه شناخته شده که قریب به ۲۰ درصد آنها را گونه‌های اندمیک تشکیل می‌دهد.۲۵۵۵۳۷ | [ ۳۱ ] [ ۳۲ ] |
| ۱۱ | ذخیره‌گاه زیست‌کره تنگ صیاد-سبز کوه                     | ذخیره‌گاه زیست‌کره تنگ صیاد و سبزکوه | چهارمحال و بختیارینقشه | ۲۰۱۵    | این ذخیره‌گاه زیست‌کره متشکل از منطقهٔ های حفاظت‌شده تنگ صیاد، سبز کوه و هلن همچنین تالاب‌ گندمان و تالاب چغاخور است. غنای زیستی این ذخیره‌گاه تقریباً ۱۸۰ برابر غنای زیستی، گیاهی و جانوری کشور است. جانوران نادری مانند گربه وحشی و مار ببری در این ذخیره‌گاه زندگی می‌کنند. در رودخانه کارون، بزرگ‌ترین رودخانه ایران، ۲۲ گونه ماهی از جمله پایک و گربه‌ماهی زندگی می‌کند. در فصل سرما، بوته‌های منطقه میزبان پرندگان مهاجر مانند لک‌لک سفید و فلامینگو است.۵۳۲۸۷۸ | [ ۳۳ ] [ ۳۴ ] |
| ۱۲ | ذخیره‌گاه زیست‌کره هامون · ذخیره‌گاه زیست‌کره هامون       | ذخیره‌گاه زیست‌کره هامون             | سیستان و بلوچستان بخشی از حوزه فرامرزی هیرمندنقشه | ۲۰۱۶    | بخش بسیار وسیعی از اراضی حدود ۸۳/۹۹ درصد، در دامنه ارتفاعی ۴۶۹ تا ۴۸۰ متر از سطح دریا قرار دارند و فقط در محدودهٔ کوه خواجه و فلات‌های ساحلی شمال باختری هامون اراضی دارای شیب مشاهده می‌شوند. در منطقه جمعاً ۵۵ گونه گیاهی شناسایی شده‌اند؛ که از سه فرم رویشی درختی و درختچه‌ای، بوته‌ای و علفی تشکیل شده‌اند. گونه‌های شناسایی‌شده متعلق به ۲۰ خانواده و ۴۳ جنس است که خانواده‌های چنوپودیاکیای با ۱۵ گونه و گندمیان با ۹ گونه بیشترین تعداد را دارا هستند. تعداد ۲۸ گونه پستاندار، ۱۸۳ گونه پرنده، ۴۴ گونه خزنده، ۷ گونه دوزیست و ۲۲ گونه ماهی در منطقه زیست می‌کنند. اهمیت پرندگان منطقهٔ حفاظت‌شدهٔ هامون از بعد ملی و بین‌المللی قابل توجه است. در سطح ملی ۲۹ گونه (۸/۱۵٪) از کل پرندگان در خطر انقراض‌اند. در سطح بین‌المللی و در قوانین اتحادیه بین‌المللی حفاظت از طبیعت تعداد ۶ گونه آسیب‌پذیر معرفی شده‌اند. از نظر خزندگان گونه‌هایی از ۶ خانواده سوسمار در پناهگاه حیات‌وحش هامون وجود دارد که عبارتند از خانواده‌های اگامادا، گکوها، لاسرتاها، اسکینگ‌ها و بزمجه‌ها؛ همچنین در منطقه گونه‌هایی از ۴ خانوادهٔ مارها زیست می‌کنند.۹۷۷۱۵۸ | [ ۳۵ ] [ ۳۶ ] |
| ۱۳ | ذخیره‌گاه زیست‌کره کپه‌داغ                               | ذخیره‌گاه زیست‌کره کپه‌داغ            | خراسان شمالی بخشی از رشته‌کوه‌های ترکمنستان و خراسان شمالی را که در شمال رود گرگان، و رودخانه اترک واقع شده | ۲۰۱۸    | کپه‌داغ، رشته‌کوهی در مرز بین ترکمنستان و ایران است که حدود ۶۵۰ کیلومتر امتداد دارد. از مهم‌ترین ویژگی‌های آن‌ها می‌توان به منابع غنی آب، سازندهای آهکی، فرسایش آبی و وجود پدیده‌های کارستی اشاره نمود. بلندترین قله ایران در این رشته‌کوه، کوه قوچان با ۳٬۱۹۱ متر است. شواهد باستان‌شناسی مربوط به استقرار در کوهپایه‌های شمالی کوه‌های کپه‌داغ در دوره نوسنگی وجود دارد. این منطقه مملو از نشانه‌های مشخص چند دوره از خاور نزدیک باستان است. منطقهٔ اکولوژیکی کپه‌داغ بخش مهمی از کانون تنوع زیستی ایران و آناتولی است که عملکرد اصلی آن حفاظت از بسیاری از گونه‌های در معرض خطر این منطقه است. عمده فعالیت‌های اقتصادی رایج در این منطقه کشاورزی و دامداری است.۳۵۰۰۰ | [ ۳۷ ] [ ۳۸ ] |

## توضیحات
1. ↑  تا پایان سال ۲۰۲۰
2. ↑  در زبان محلی این ناحیه با نام قره‌داغ نیز شناخته می‌شود.
3. ↑  به گونه‌های زیستی مختص یک زیست‌گاه، منطقهٔ جغرافیایی، جزیره یا کشور که انحصاراً در آن منطقه یافت شوند و بیرون از آن دیده نشوند گفته می‌شود.